# Belvín
Belvín (též Velbín; z francouzského Bellevue) je lovecký zámeček v Žehrovské oboře, při silnici ze Žehrova na Dobšín.

## Historie
V roce 1820 zakoupil Karel Alain Rohan panství Svijany a při té příležitosti nechal na vyvýšenině v Žehrovské oboře postavit lovecký zámeček, původně nazývaný Bellevue. Rohanové jej nevyužívali příliš dlouho, takže již krátce po výstavbě došlo k jeho úpravě na myslivnu. Dnes je zámeček veřejnosti nepřístupný.
V myslivně na sklonku svého života pobývala a zemřela Marie Fořtová (11. dubna 1957), rozená Sovová - sestra básníka Antonína Sovy.

## Popis
Jedná se patrovou budovu o půdorysných rozměrech 23,3 a 10,6 m s rizalitem ve středu širší severní strany v jehož trojúhelníkovém štítě, je vyobrazen znak Rohanů.  Podle půdorysu zámku můžeme soudit, že celý objekt vznikl během jediné stavební etapy.